# Cose Botaniche
Cose Botaniche (abreviado Cose Bot.) es un libro con ilustraciones y descripciones botánicas que fue escrito por el naturalista italiano Gaetano Savi. Fue publicado en Pisa en el año 1832.